# Brogårds tegelbruk

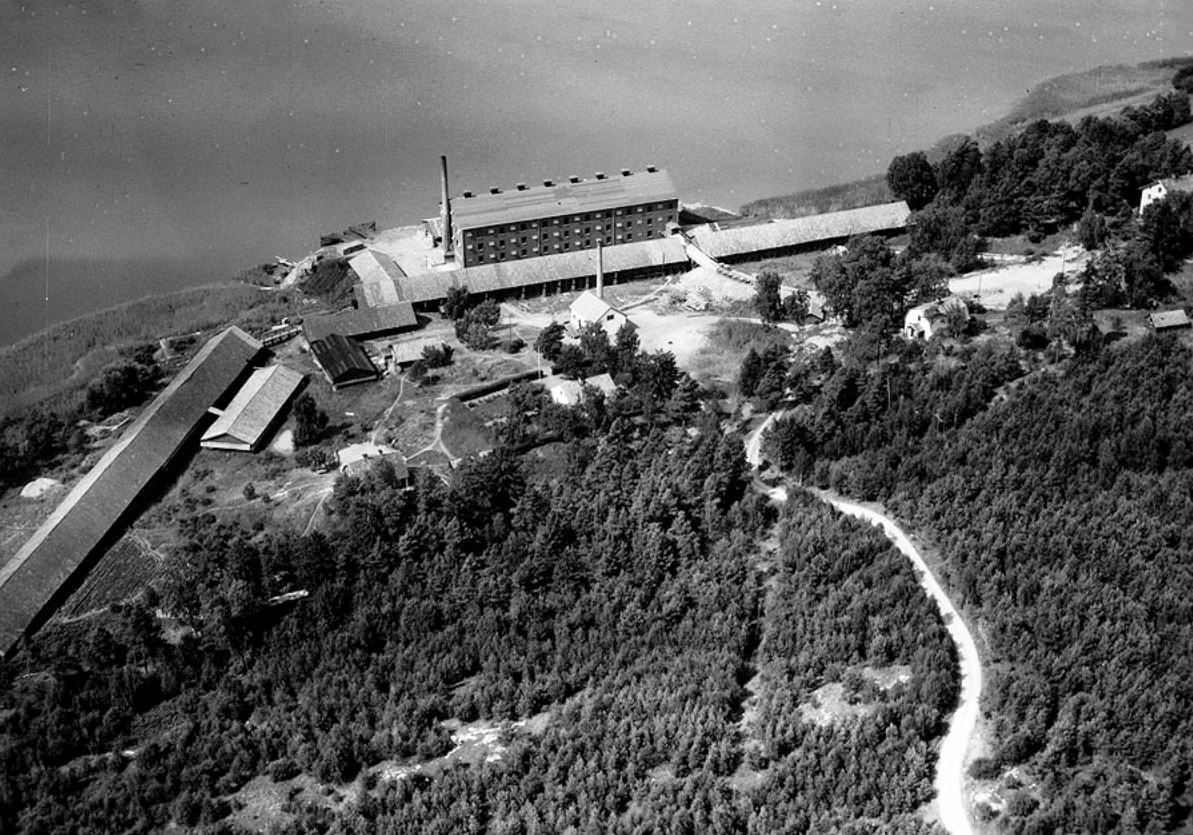
Brogårds tegelbruk 1947.

Brogårds tegelbruk var ett tegelbruk vid Brofjärden väster om Brogård i Upplands-Bro kommun. Bruket hörde till de större vid Mälaren och lades ner 1966. Av anläggningen existerar fortfarande talrika byggnader som hör därmed till de få bevarade av sin typ i Stockholms län. Enligt en antikvarisk förundersökning från år 2008  har tegelbruket ”ett stort samhällshistoriskt värde för kommunen och länet då det representerar en viktig historisk epok som nästan är borta idag”. Tegelbrukets område ligger inom riksintresset för kulturmiljövården Bro och skyddas därmed enligt miljöbalken.

## Historik

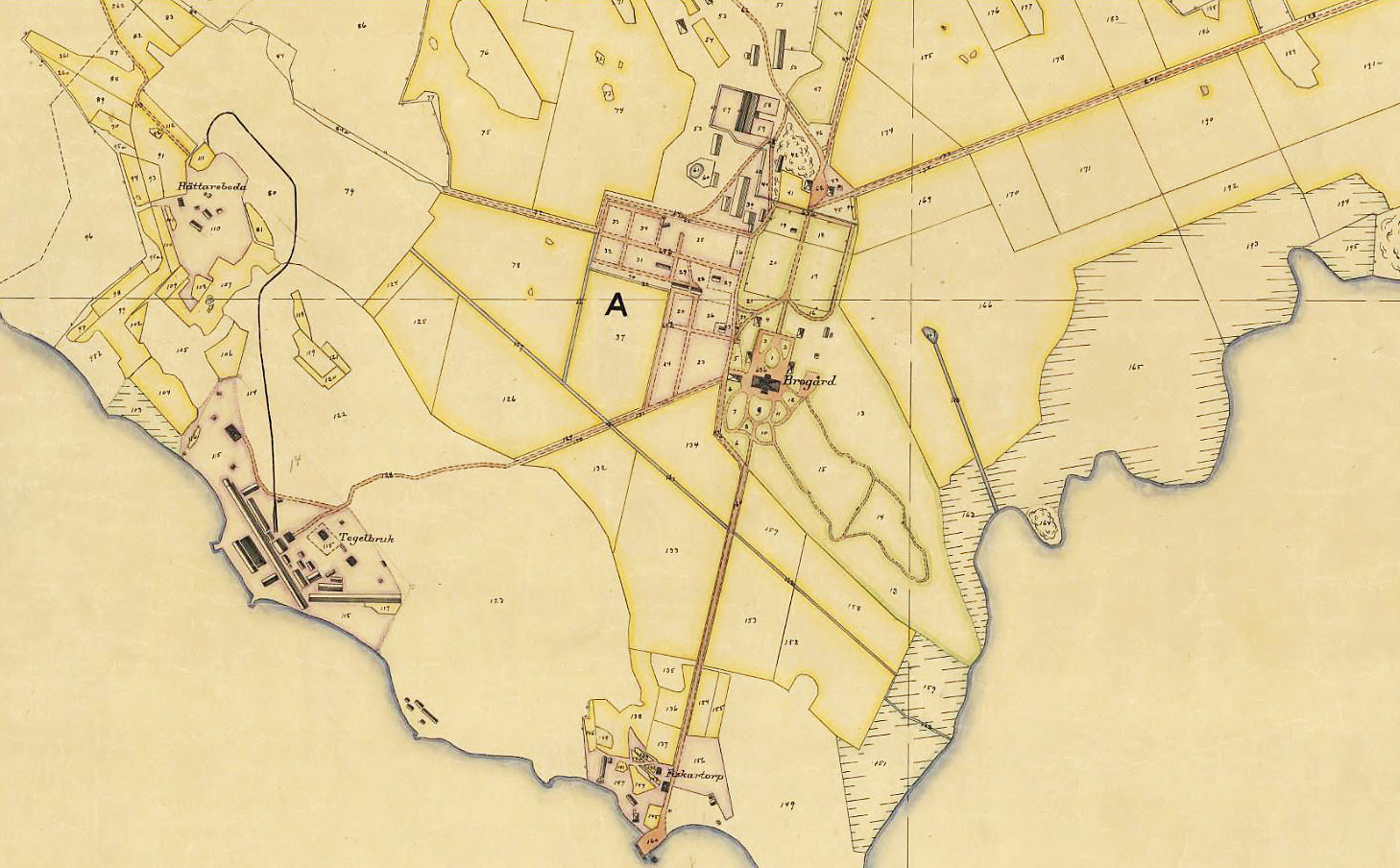
Brogård och tegelbruket 1917.

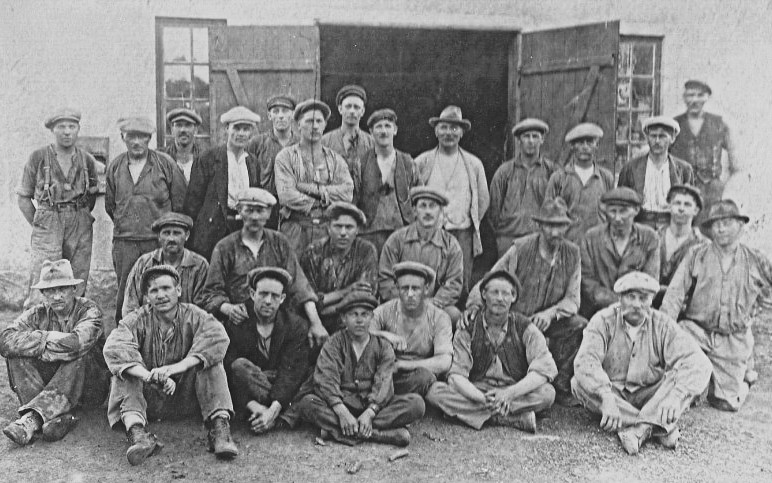
Arbetslaget 1927.

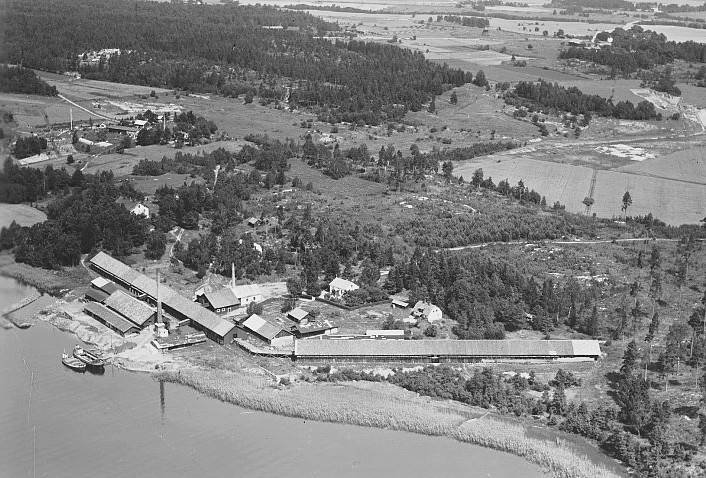
Brogårds tegelbruk 1938.

När ett tegelbruk anlades i mitten av 1800-talet var det ett mindre gårdsbruk till Brogård där man tillverkade tegel för husbehov. Under ägaren av egendomen Brogård, greve Johan Claes Eriksson Sparre, förvandlades gårdsbruket 1899 till ett för tiden modernt tegelbruk som började producera murtegel för huvudsakligen stockholmsmarknaden. I början av 1900-talet producerade det ångdrivna tegelbruket omkring två miljoner murtegel per år. 1909 bildades Aktiebolaget Brogårds Tegelbruk. 
Från och med 1915 arrenderades verksamheten av det nybildade bolaget Mälardalens tegelbruk och 1923 förvärvade bolaget hela bruket för 175 000 kronor. Leran fick hämtas för en låg kostnad från herrgårdens marker i Rättarboda, i gengäld erhöll gården rabatt på tegelsten. Från lertäkten transporterades leran via en decauvillebana till fabriksområdet. 1928 brann en 45 meter lång tvåvånings torklada ner.
Anläggningen moderniserades på 1930- och 40-talen, bland annat ersattes ångdrift med elektricitet och vinterdrift infördes genom att överskottsvärmen från brännugnen användes för torkningsprocessen. På 1930-talet hade bruket ett 30-tal anställda. Under andra världskriget kördes fabriken med reducerad kapacitet och de hård vintrarna försvårade sjötransporterna på Mälaren.
År 1947 såldes Mälardalens tegelbruk till Kooperativa Förbundet och insorterades under AB Gustavsbergs fabriker. Kapaciteten höjdes därefter till 5 miljoner rött och gult fasadtegel per år. Tegelproduktionen lades ner 1966, därefter tillverkades under fyra år prefabricerade tegelelement. 1971 flyttade KF sitt rikslager till stora tegelladan där man bland annat förvarade bildäck. Från 1994 och ett par år framåt tillverkades kattsand i lokalerna. Från den tiden existerar fortfarande en kajanläggning.

## Området idag
Från Bro Hof Slott Golf Club leder Lertagsvägen ner till det tidigare fabriksområdet vid Kvistabergsviken, som är en vik av Mälaren. Stora mängder tegelskrot i strandkanten vittnar om den tidigare verksamheten. Från tegeltillverkningens tid är idag åtta byggnader bevarade, bland dem tre arbetarbostäder, lokstall, smedja, maskinhus, tegelmästarbostaden och den stora torkladan som står närmast Mälaren. Dessutom kvarstår några uthus och betongfundament efter en sentida kajanläggning. De långa torkladorna som syns på äldre kartor och fotografier är dock rivna.

### Torkladan
Här torkades tegelsenarna innan bränning. Stommen till torkladan är av trä och tegel och härrör från sekelskiftet 1900. Huset är i tre våningar och har panelade, ursprungligen röd målade fasader och blev ombyggt ett flertal gånger. I södra delen stod en tunnelugn som rymde cirka 20 000 stenar. I en tunnelugn ”vandrar” godset genom ugnens olika temperaturzoner. Här producerades omkring tre miljoner tegelstenar årligen. Vid södra gaveln fanns den höga industriskorsten, både ugnen och skorstenen är numera rivna. Torkladan har ett högt kulturhistoriska värde.

Torkladan
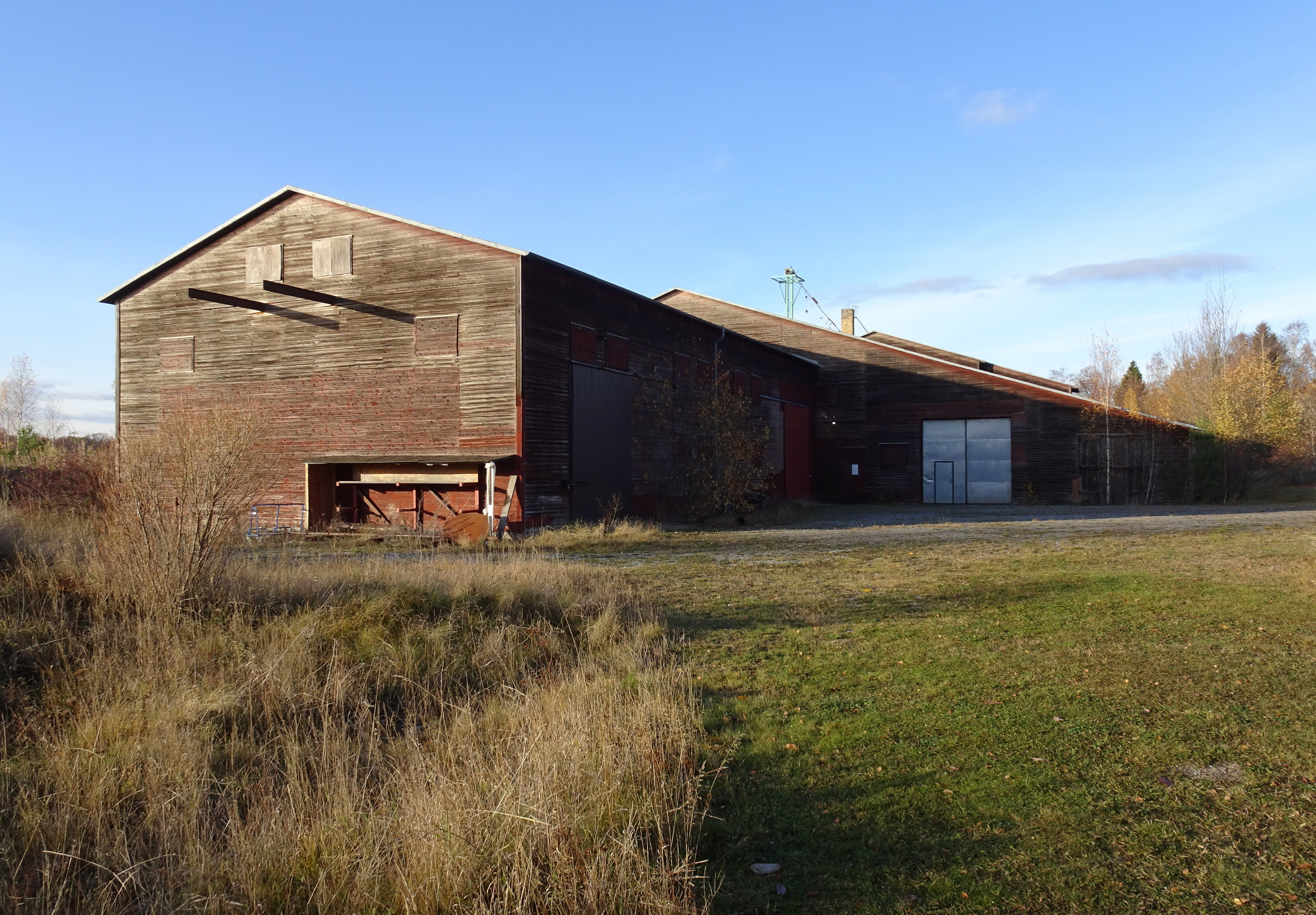
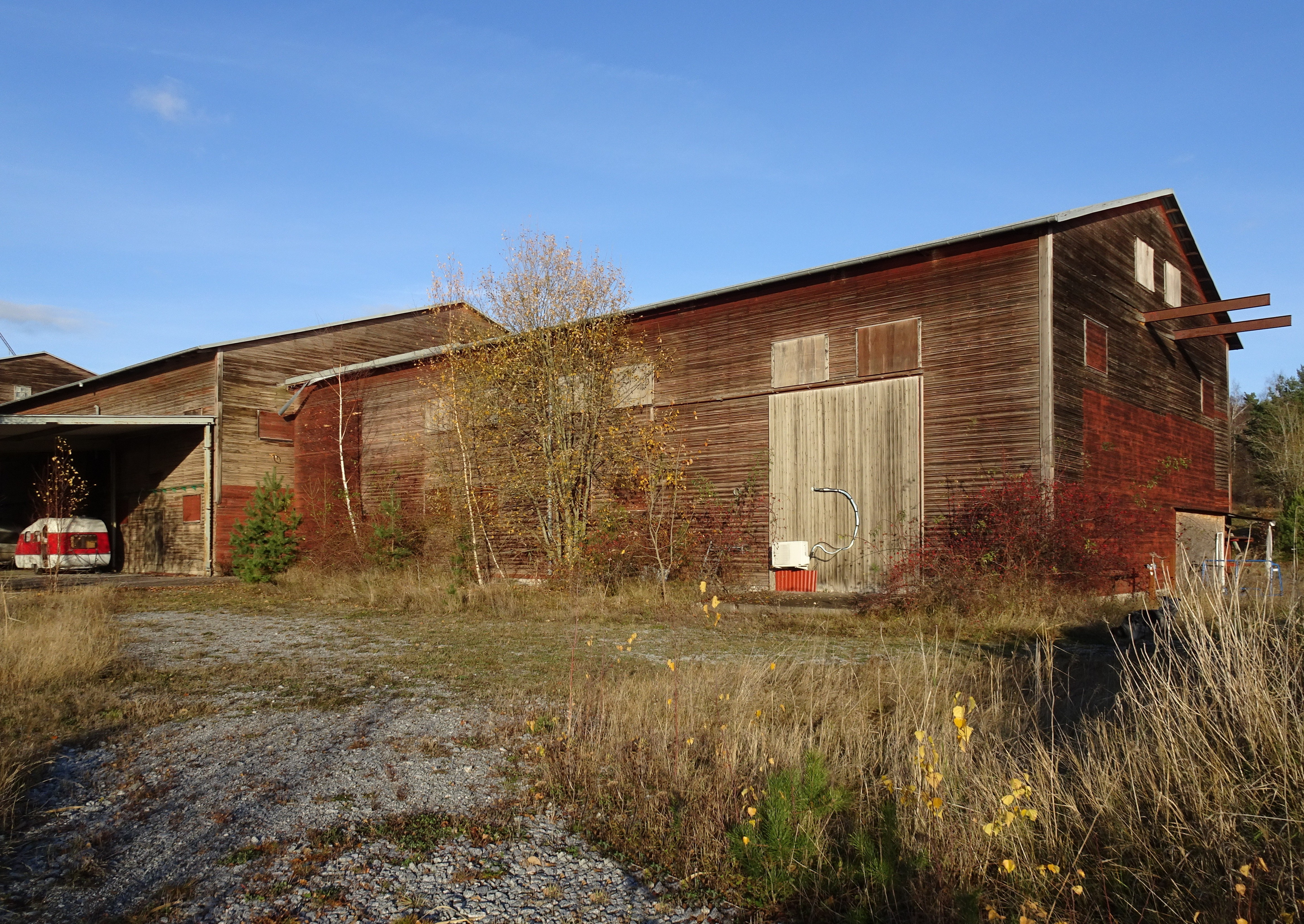
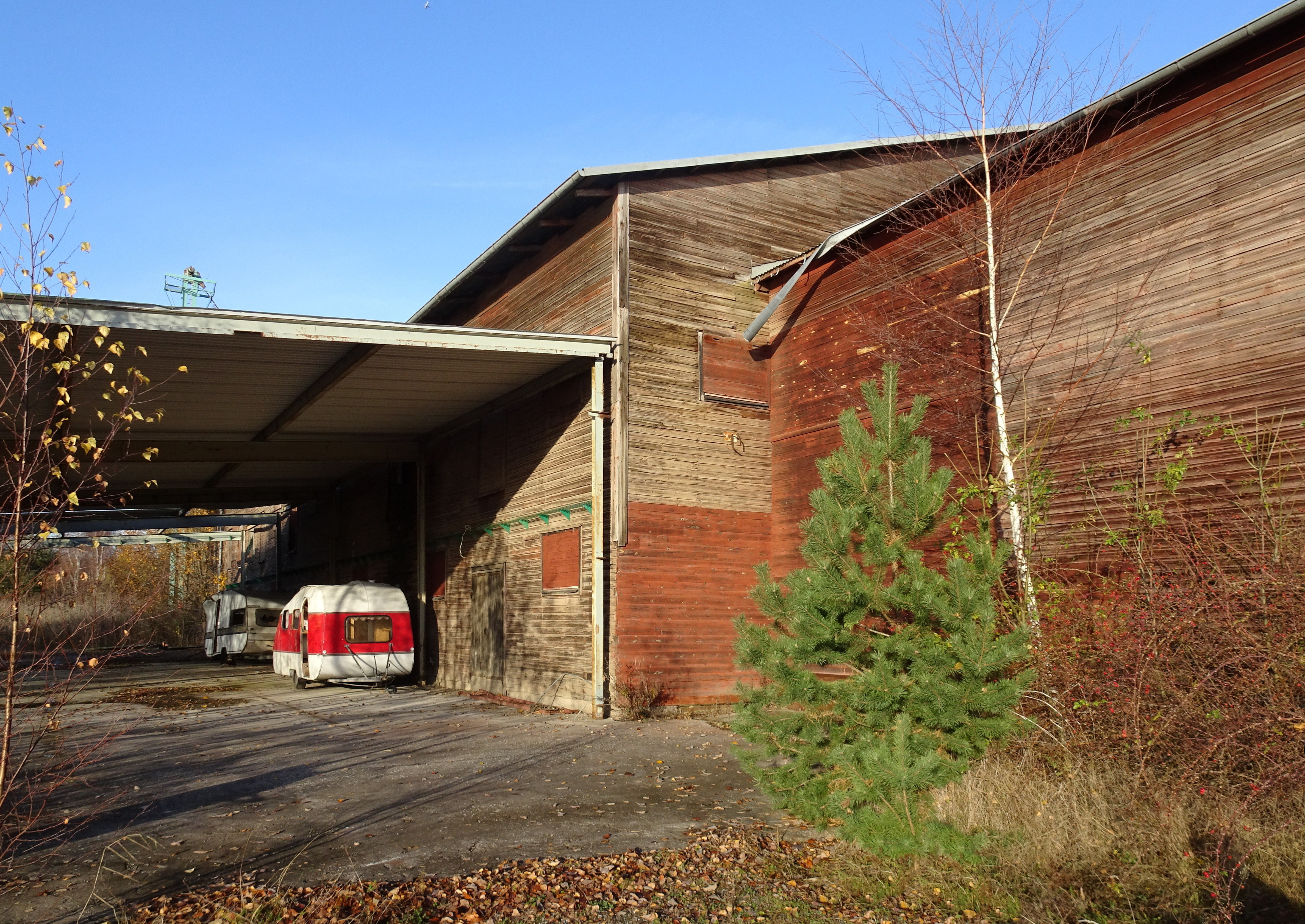
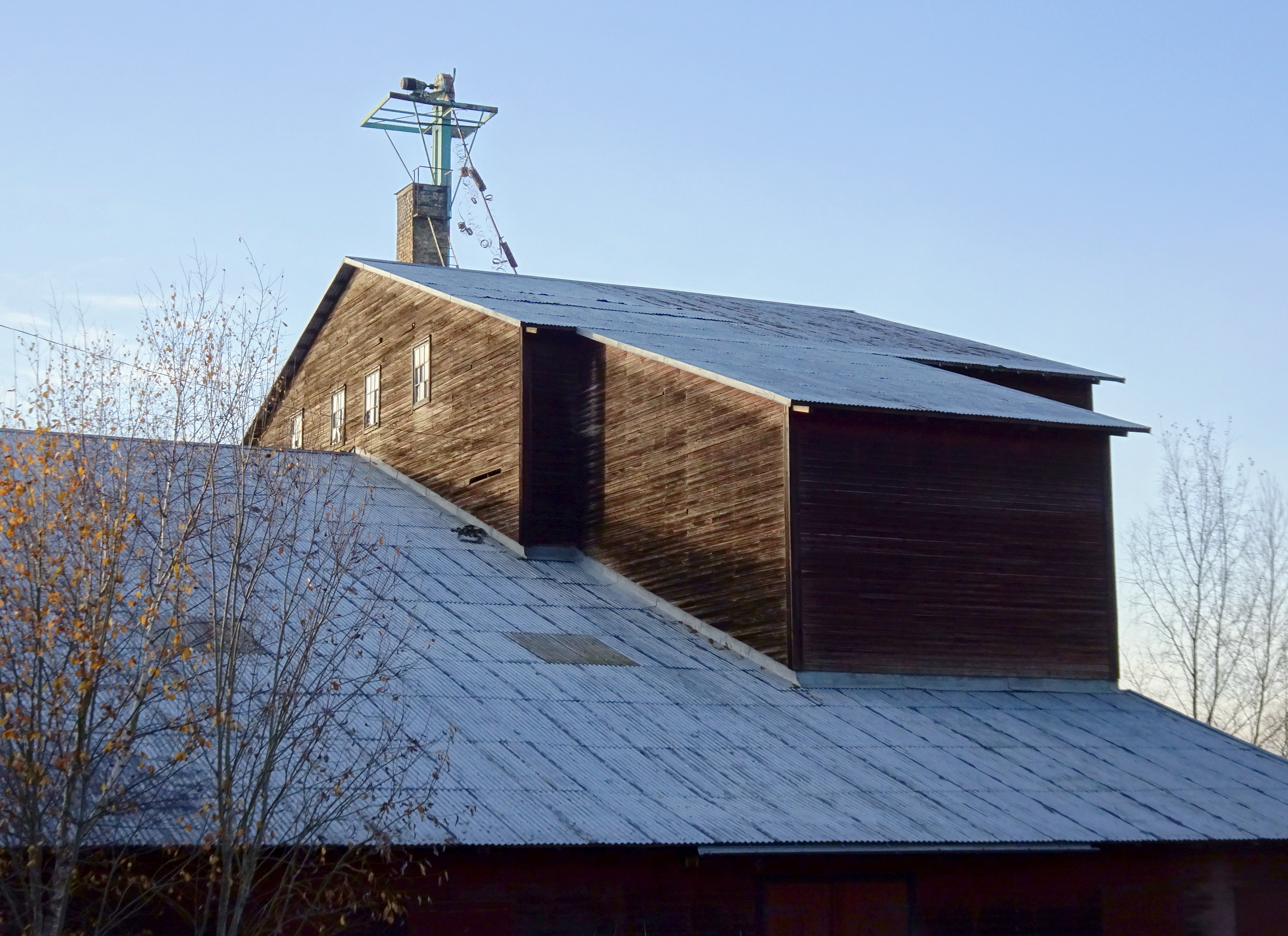

### Arbetarbostäder och tegelmästarbostaden
Till bruket hörde tre arbetarbostäder. Den största kallades Vita Björn och står på en höjd norr om tegelladan. Huset har tegelstomme och uppfördes troligen i slutet av 1800-talet. Här finns idag sju lägenheter. Intill bruksvägen upp till Vita Björn finns Sköna Ro, den andra arbetarbostaden. Huset är en murad och putsad tvåvåningsbyggnad med brutet tak och uppfördes troligen på 1920-talet. 
Den tredje arbetarbostaden står sydost om tegelladan. Det är en rödmålad träbyggnad som har flyttats hit. Tidigare har den fungerat som gästgiveri i Bro samt även stått vid Bro kyrka under en period. Byggnadstiden är okänd men kan vara från 1700- eller 1800-talet. Idag är det privatbostad.
Tegelmästarbostaden beboddes av chefen för tegelbruket. Hans bostad står närmast till fabriken. Det är en gulputsad envåningsbyggnad troligen uppförd av tegel och byggd under 1800-talets slut eller i början av 1900-talet. Den tidigare verandan finns inte kvar längre. Framför huset kvarstår hushållets jordkällare. Idag är tegelmästarbostaden privatbostad.

Bostäderna
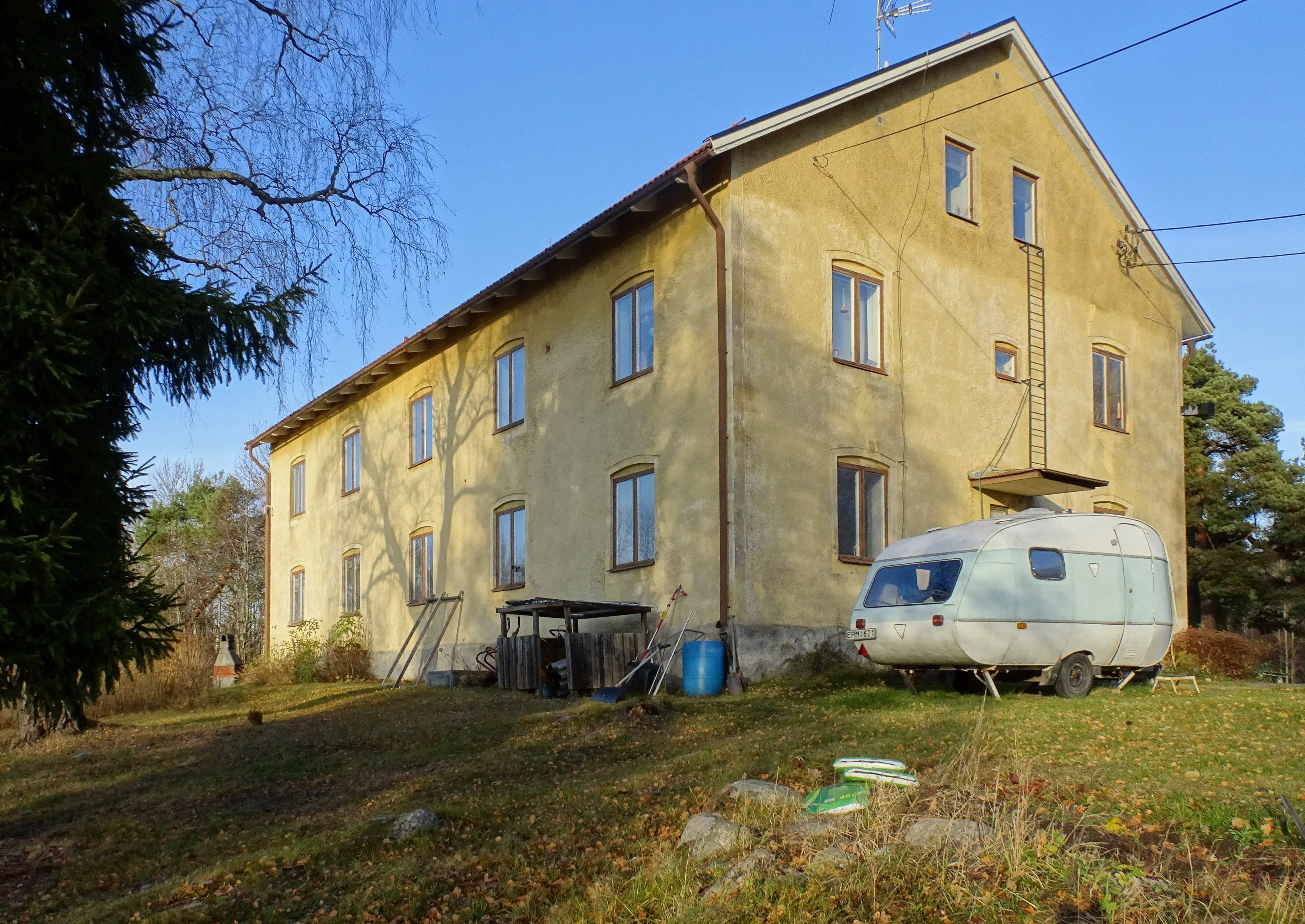
Vita Björn
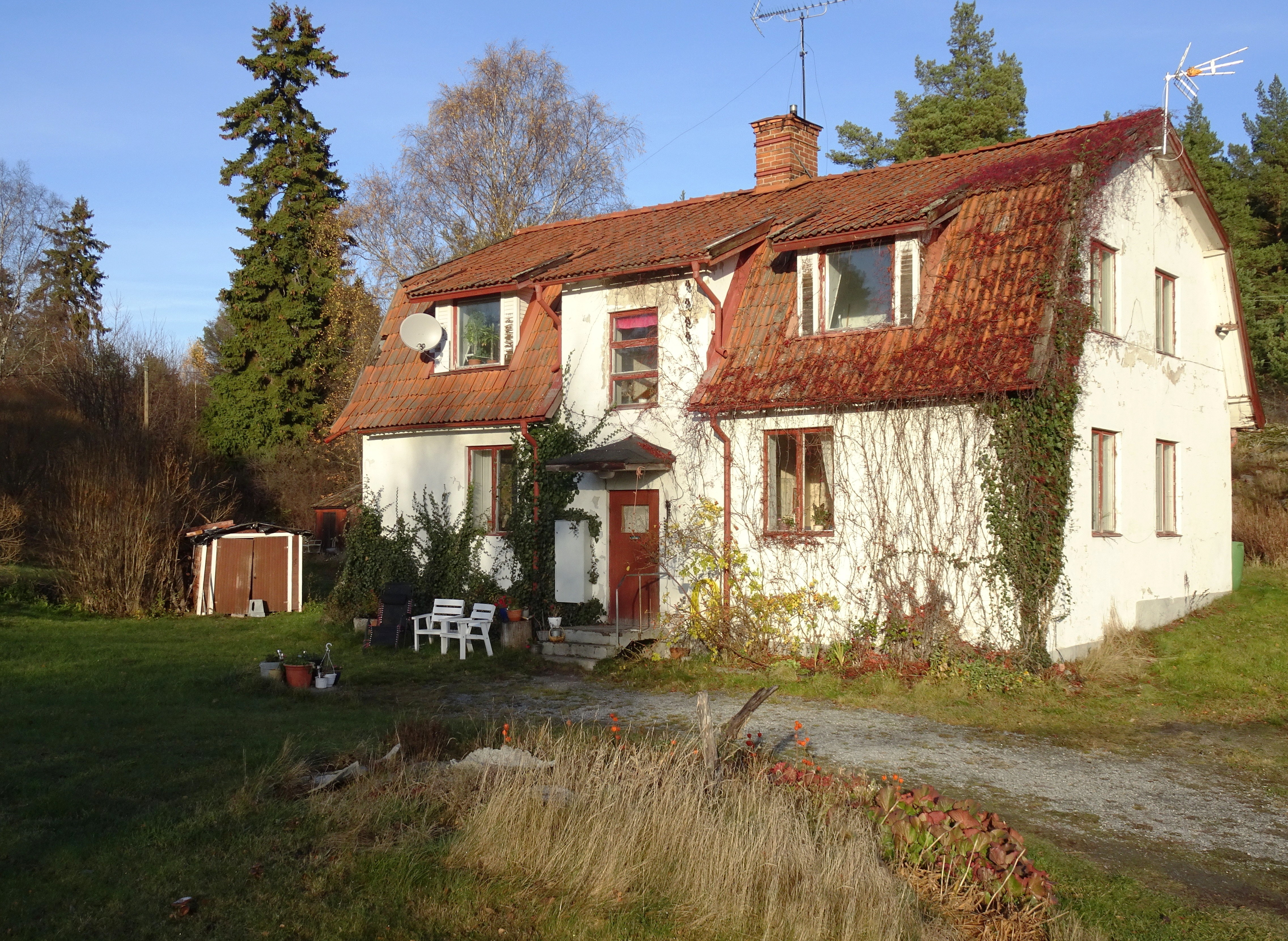
Sköna Ro
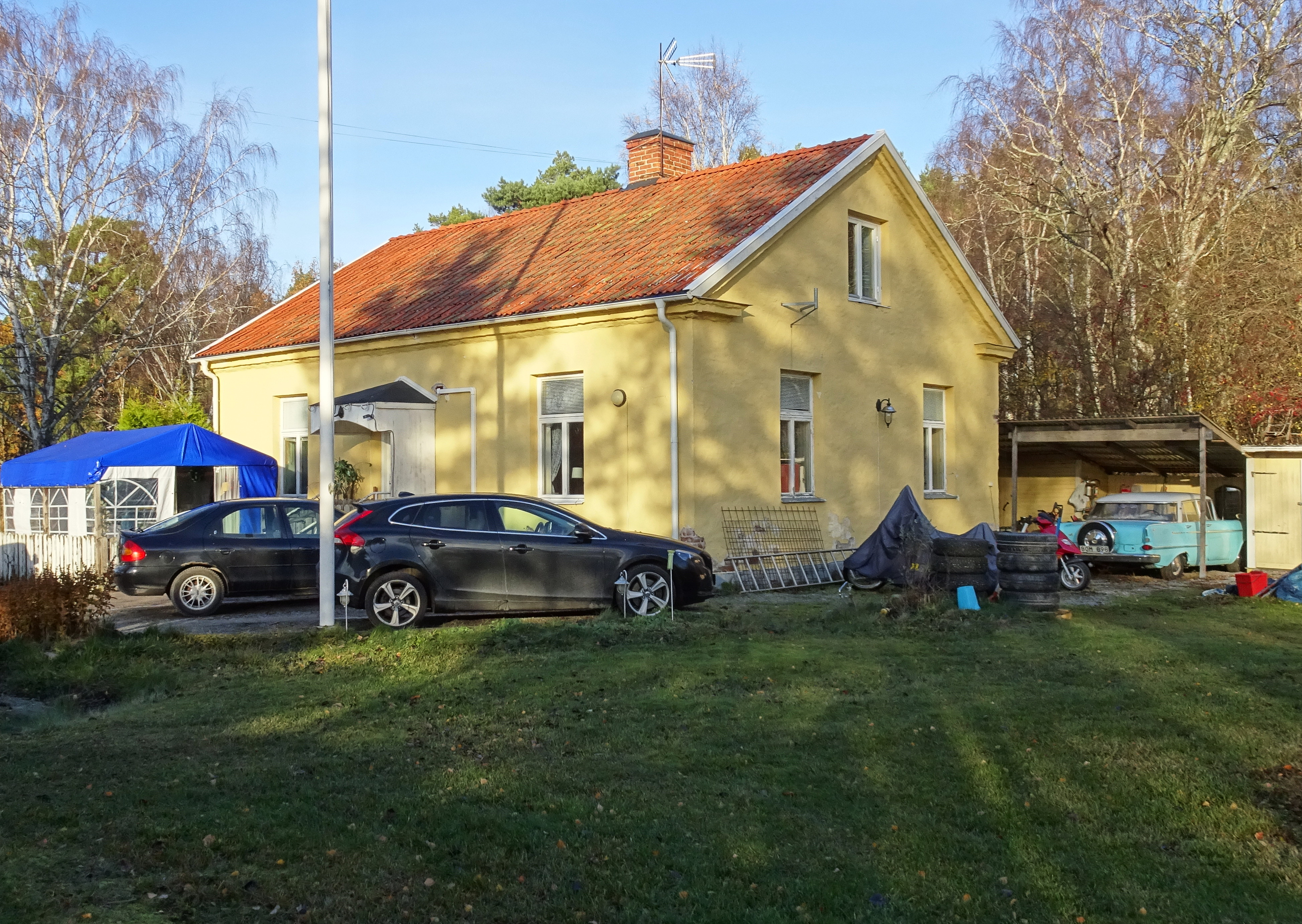
Tegelmästarens hus
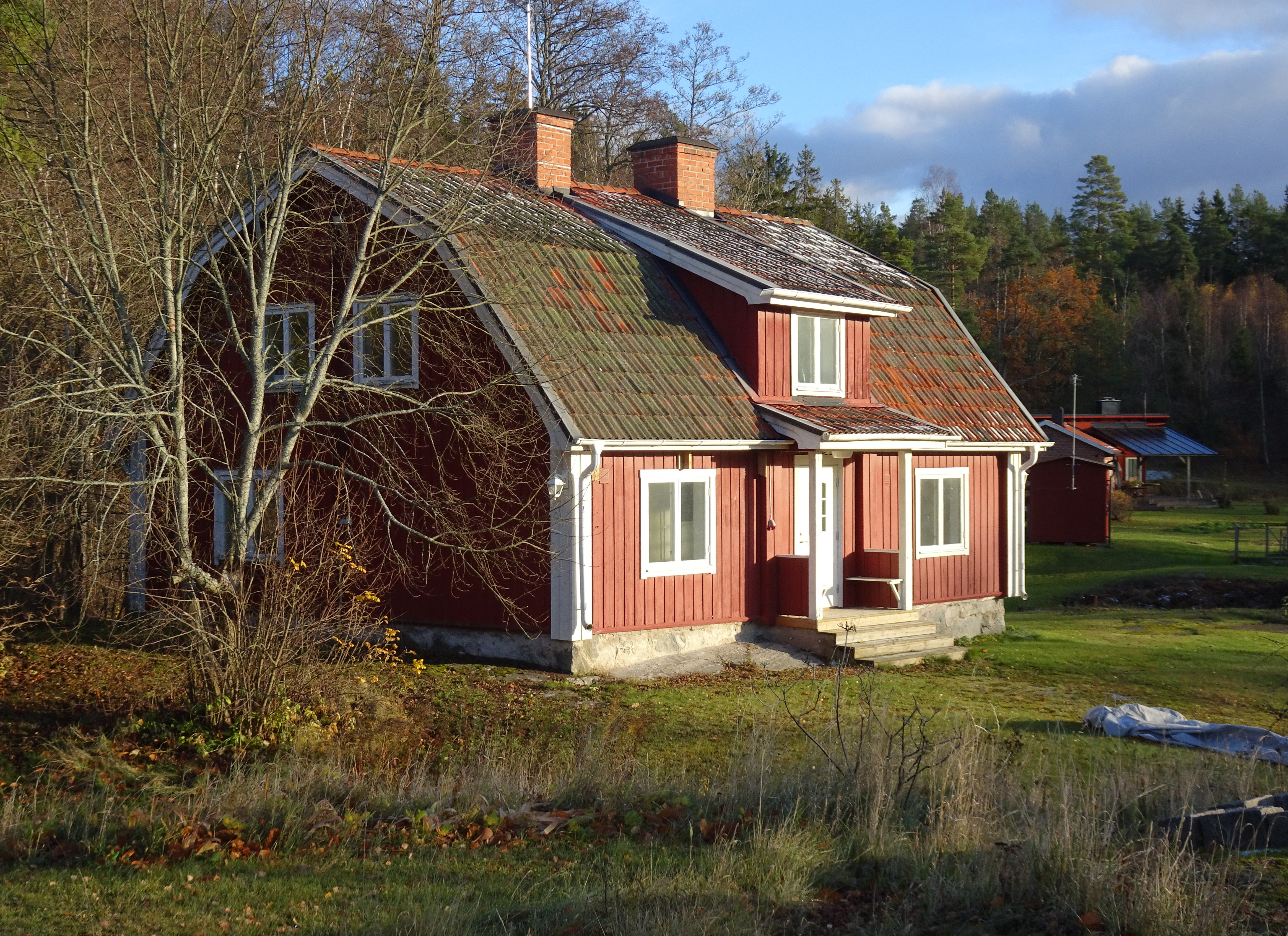
Arbetarbostad

### Lokstallet, smedjan och maskinhuset
Från brukstiden existerar även några mindre industribyggnader: lokstallet, smedjan och maskinhuset. Den senare innehöll till en början ångmaskinen och sedan, när eldrift infördes, kontoret för tegelbruket. Industriskorstenen är kvar, men kortad. Huset är kraftigt ombyggd och numera privatbostad. 
Lokstallet är en liten tegelbyggnad vid bruksvägen som leder upp till Vita Björn. I lokstallet hade ett mindre bensindrivet lokomotiv sin plats. Från stora torkladan gick en smalspårig industrijärnväg till lertäkten i Rättarboda, en sträcka på ungefär 1 000 meter. Spåret, som gick genom en utgrävd och delvis sprängd ravin, är rivet men man kan fortfarande ana den gamla banvallen i terrängen. Mittemot lokstallet står smedjan, en liten brädklädd byggnad, numera utan skorsten. Södra fasaden upptas idag av två portar.

Övriga byggnader
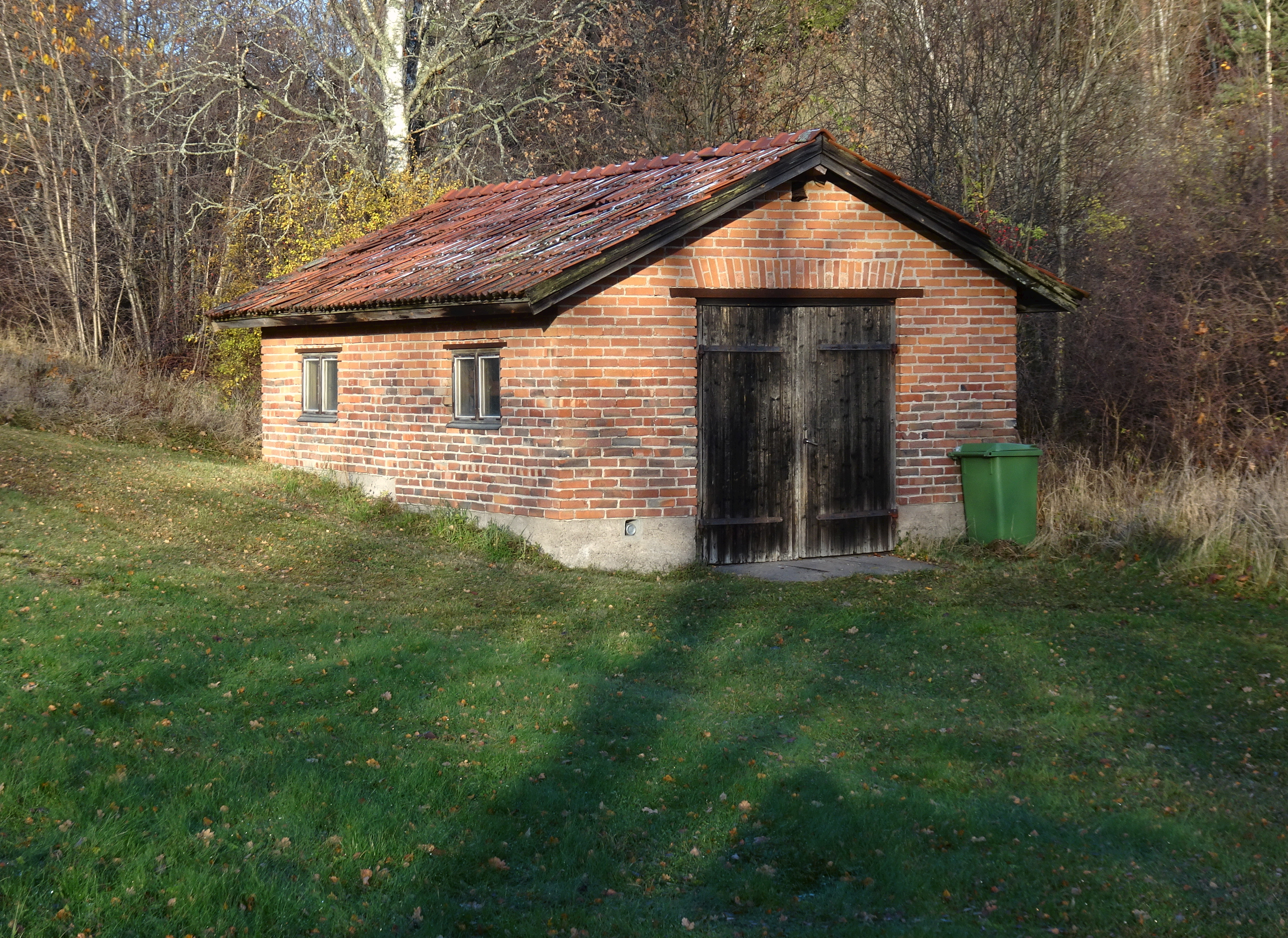
Lokstallet
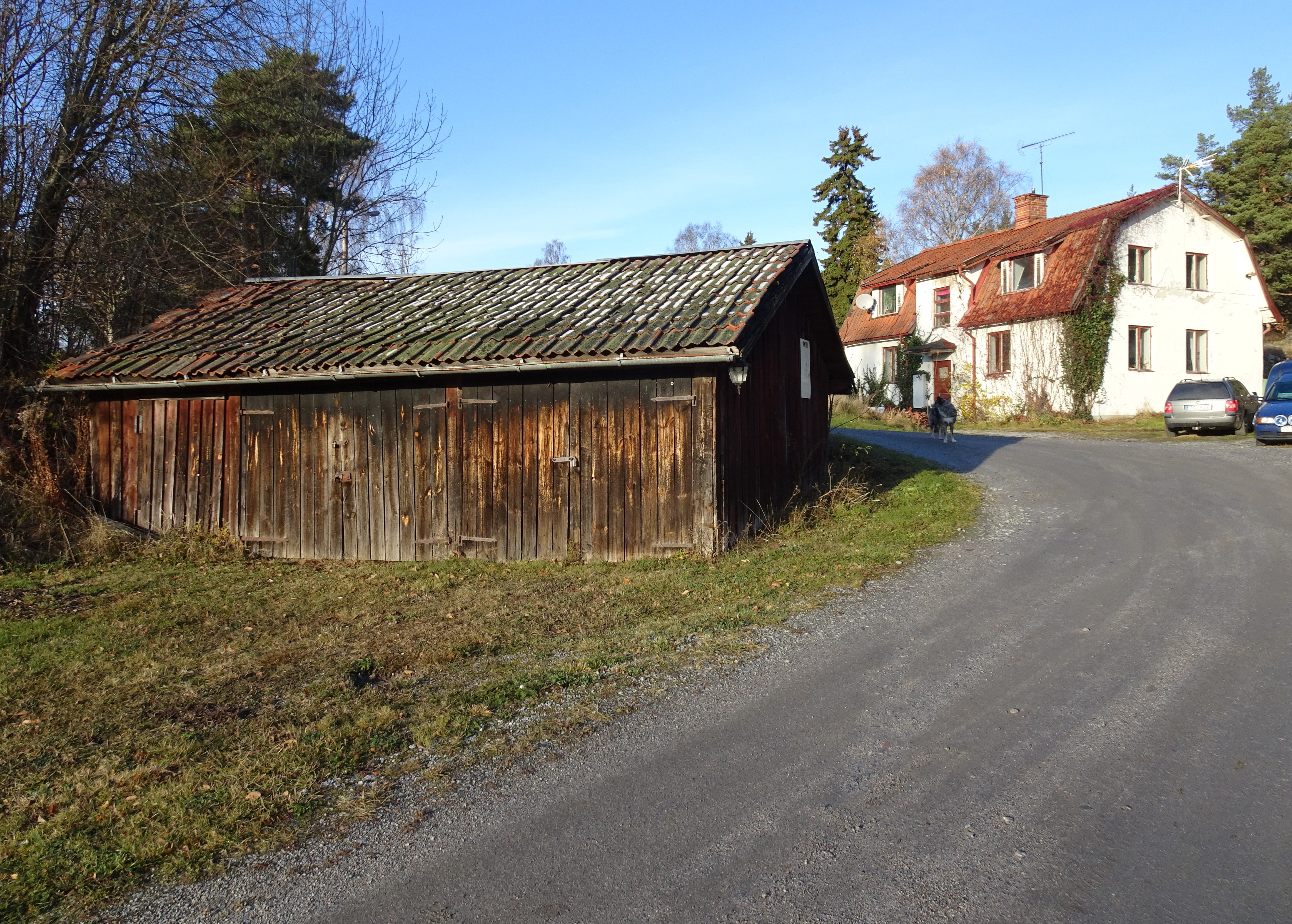
Smedjan och Sköna Ro
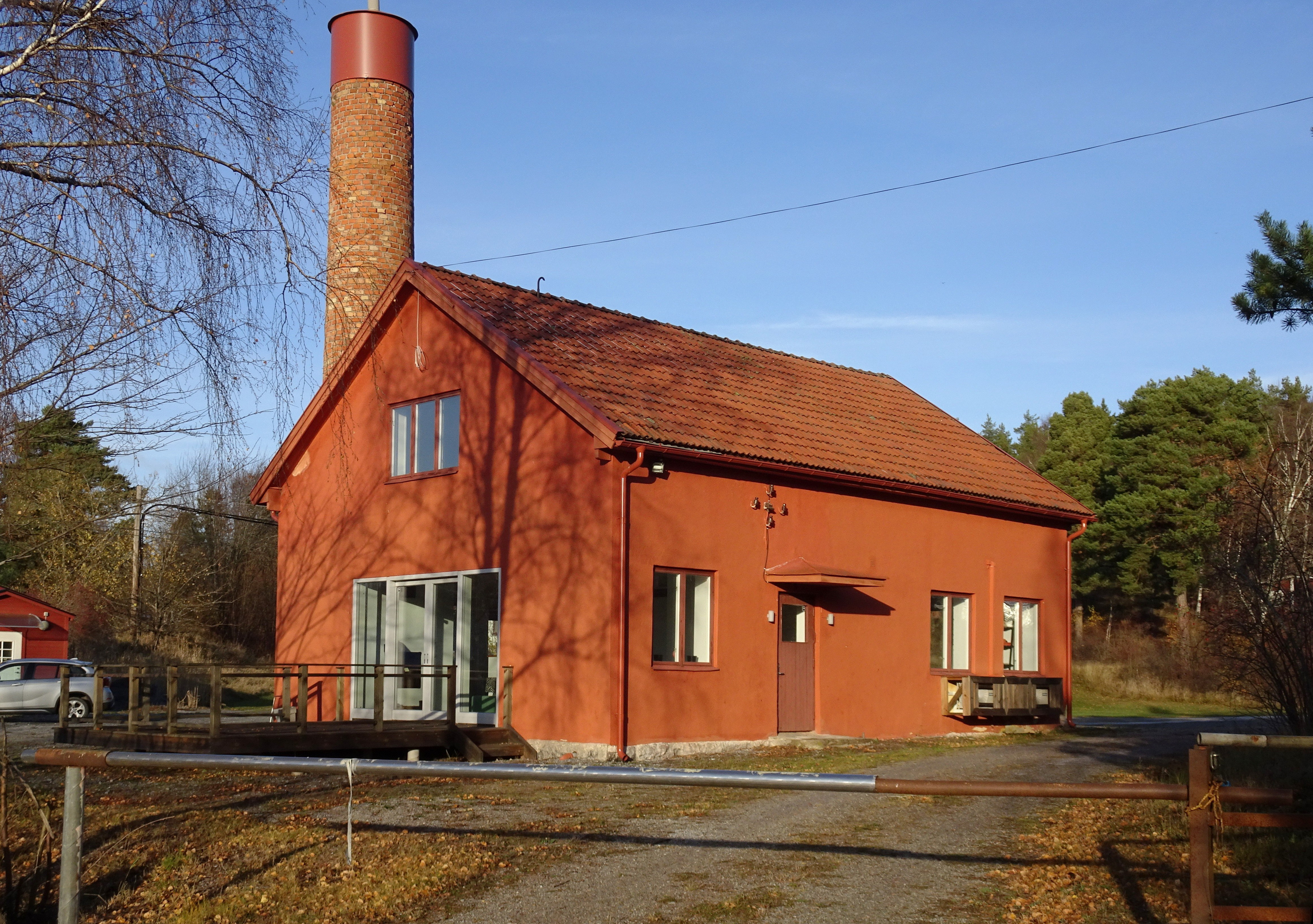
Maskinhuset
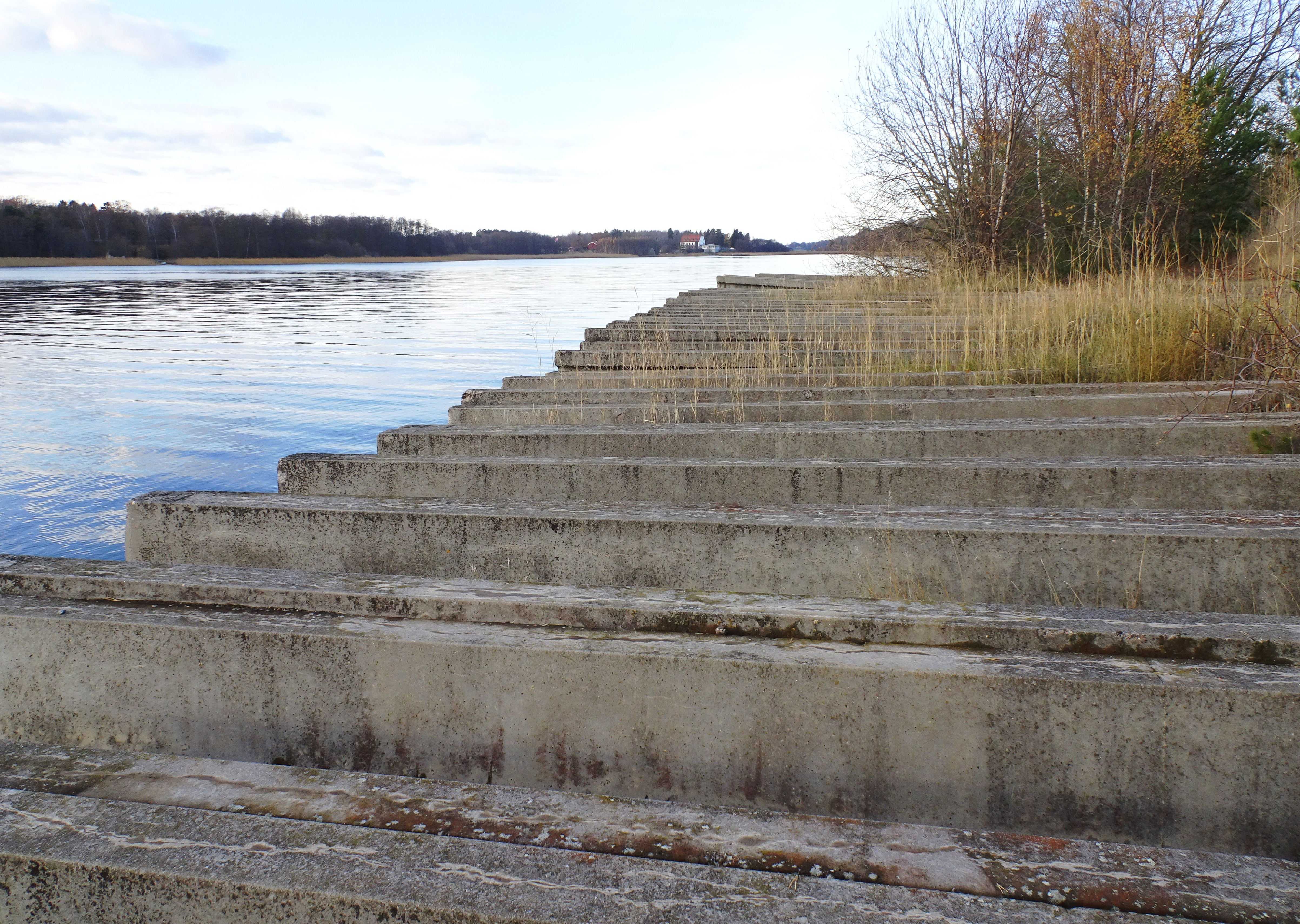
Kajen